# Hans van den Akker
Johannes Leonardus (Hans) van den Akker (Delft, 16 januari 1942 – Giessenburg, 9 augustus 2011) was een Nederlands bestuurder, voorzitter van de metaalwerkgeversvereniging en politicus voor het CDA.
Van den Akker studeerde van 1960 tot 1967 bedrijfseconomie aan de Nederlandse Economische Hogeschool in Rotterdam maar brak deze studie in 1967 af. Tijdens zijn studie was hij assistent-accountant in Den Haag. Hij staakte zijn studie in 1967 zonder diploma en bekleedde tot 1992 diverse financiële en managementfuncties bij bedrijven in binnen- en buitenland. In 1992 werd hij voorzitter en algemeen directeur van de metaalwerkgeversvereniging FME-CWM, en van 1996 tot 1998 was hij ook lid van de Sociaal-Economische Raad. Van 1998 tot 2002 was hij als Tweede Kamerlid woordvoerder economische zaken van de CDA-fractie en nauw betrokken bij de discussies over de privatisering van de energiesector.
Vanaf 1990 was hij lid van diverse raden van advies en raden van commissarissen bij bedrijven en stichtingen. In 1998 werd hij benoemd tot ridder in de Orde van Oranje-Nassau.
- Biografisch Portaal: 31100454
- Parlement.com: vg09lljoe6yz